# Mourmelon-le-Petit
Mourmelon-le-Petit är en kommun i departementet Marne i regionen Grand Est (tidigare regionen Champagne-Ardenne) i nordöstra Frankrike. Kommunen ligger i kantonen Suippes som tillhör arrondissementet Châlons-en-Champagne. År 2022 hade Mourmelon-le-Petit 806 invånare.

## Befolkningsutveckling
Antalet invånare i kommunen Mourmelon-le-Petit
| Referens: INSEE |